# Sosephena binoba
Sosephena binoba är en insektsart som beskrevs av Medler 1990. Sosephena binoba ingår i släktet Sosephena och familjen Flatidae. Inga underarter finns listade i Catalogue of Life.